# 梭磨乡
梭磨乡（藏語：སོ་མང་，威利转写：so mang），是中华人民共和国四川省阿坝藏族羌族自治州马尔康市下辖的一个乡镇级行政单位。

## 行政区划
梭磨乡下辖以下地区：
马塘村、砍竹村、色尔米村、代修村、木尔溪村、古尔沟村和毛木错村。